# Óscar Salamanca Sanz
Óscar Salamanca Sanz (Valladolid, 1 de septiembre de 1973) era un futbolista que jugaba de centrocampista.
Formado en la cantera vallisoletana, jugó en la Primera División en las temporadas 94/95 y 95/96 con el Real Valladolid,  disputando dos partidos.